# Fédération internationale de tir à la corde
La Fédération internationale de tir à la corde (en anglais et officiellement Tug of War International Federation) (TWIF) est une association sportive internationale qui fédère 53 fédérations nationales du monde entier.

## Présentation
Le tir à la corde fut une épreuve officielle des premiers jeux olympiques modernes.
La TWIF est reconnu par le Comité international olympique (CIO) comme fédération internationale et est membre de l'Association des fédérations internationales de sports reconnues par le Comité international olympique (ARISF).
Elle organise notamment les compétitions internationales en salle ou en extérieur.

## Associations membres
Plus d'une cinquantaine de pays sont membres :
- Afrique du Sud
- Allemagne
- Angleterre
- Îles Anglo-Normandes
- Australie
- Belgique
- Birmanie
- Brésil
- Brunei
- Cambodge
- Cameroun
- Canada
- Chine
- Colombie
- République démocratique du Congo
- Corée du Sud
- République dominicaine
- Écosse
- Estonie
- France
- Gambie
- Ghana
- Grèce
- Hong Kong
- Hongrie
- Inde
- Iran
- Irlande
- Irlande du Nord
- Israël
- Italie
- Japon
- Kenya
- Laos
- Lettonie
- Lituanie
- Macao
- Malaisie
- Malte
- Maurice
- Mongolie
- Maroc
- Namibie
- Népal
- Nigeria
- Pakistan
- Pays-Bas
- Pays basque
- Pays de Galles
- Philippines
- Pologne
- Roumanie
- Russie
- Serbie
- Sierra Leone
- Singapour
- Sri Lanka
- Suède
- Suisse
- Chinese Taipei
- République tchèque
- Thaïlande
- Turquie
- Ukraine
- USA
- Vietnam
- Zambie
- Zimbabwe

Le congrès de 2014 a vu l'adhésion officielle de la Malaisie et de la Gambie.